# Зелений Гай (Тайиншинський район)
Зелений Гай (каз. Зеленый Гай) — село у складі Тайиншинського району Північноказахстанської області Казахстану. Адміністративний центр Зеленогайського сільського округу.
Населення — 1323 особи (2021; 1484 у 2009, 1803 у 1999, 2260 у 1989).
Національний склад станом на 1989 рік:
- німці — 46 %
- поляки — 33 %.